# Titulair bisdom Tongeren
Het titulair (aarts)bisdom Tongeren werd in 1969 binnen de Rooms-Katholieke Kerk opgericht, in herinnering aan het vroegere bisdom Tongeren dat in 280 werd gesticht en in 384 door bisschop Servatius naar Maastricht werd overgebracht. De (aarts)bisschopstitel werd tot nu toe tweemaal toegekend:
- 1969-2003: Henri Lemaître, pauselijk nuntius, titulair aartsbisschop van Tongeren[1]
- 2004-2019: Pierre Warin, hulpbisschop van Namen, titulair bisschop van Tongeren[2]